# 鸡鸣驿乡
鸡鸣驿乡，是中华人民共和国河北省张家口怀来县下辖的一个乡镇级行政单位。

## 行政区划
鸡鸣驿乡下辖以下地区：
鸡鸣驿村、施家营村、盆儿窑村、西黄庄村、窑儿南村和芦苇沟村。

## 中国传统村落
- 鸡鸣驿村